# SA (album)
SA je studiové album amerického hudebníka Jonathana Richmana. Vydáno bylo 1. října roku 2018 společností Blue Arrow Records. Spolu s Richmanem desku produkovala jeho manželka Nicole Montalbano a bývalý spoluhráč z kapely The Modern Lovers Jerry Harrison.

## Seznam skladeb
1. SA
2. My Love She Is from Somewhere Else
3. The Fading of an Old World
4. O Mind! Let Us Go Home
5. A Penchant for the Stagnant
6. O Mind! Just Dance!
7. This Lovers’ Lane Is Very Narrow
8. ¡Alegre Soy!
9. Yes, Take Me Home
10. And Do No Other Thing
11. The Sad Trumpets of Afternoon
12. SA

## Obsazení
- Jonathan Richman – zpěv, kytara
- Jerry Harrison – mellotron, harmonium, clavinet, doprovodné vokály
- Nicole Montalbano – tambura
- Tommy Larkins – bicí
- Jake Sprecher – bicí
- Pat Spurgeon – perkuse
- Rachel Hoiem – doprovodné vokály
- Indianna Hale – doprovodné vokály
- Bob Thayer – doprovodné vokály
- David Menendez Alvarez – doprovodné vokály
- Aishlin Harrison – doprovodné vokály
- Tracy Blackman – doprovodné vokály
- Lynn Asher – doprovodné vokály
- Elizabeth Edmonds – doprovodné vokály
- Jesse De Natale – doprovodné vokály